# 立陶宛鑄幣廠

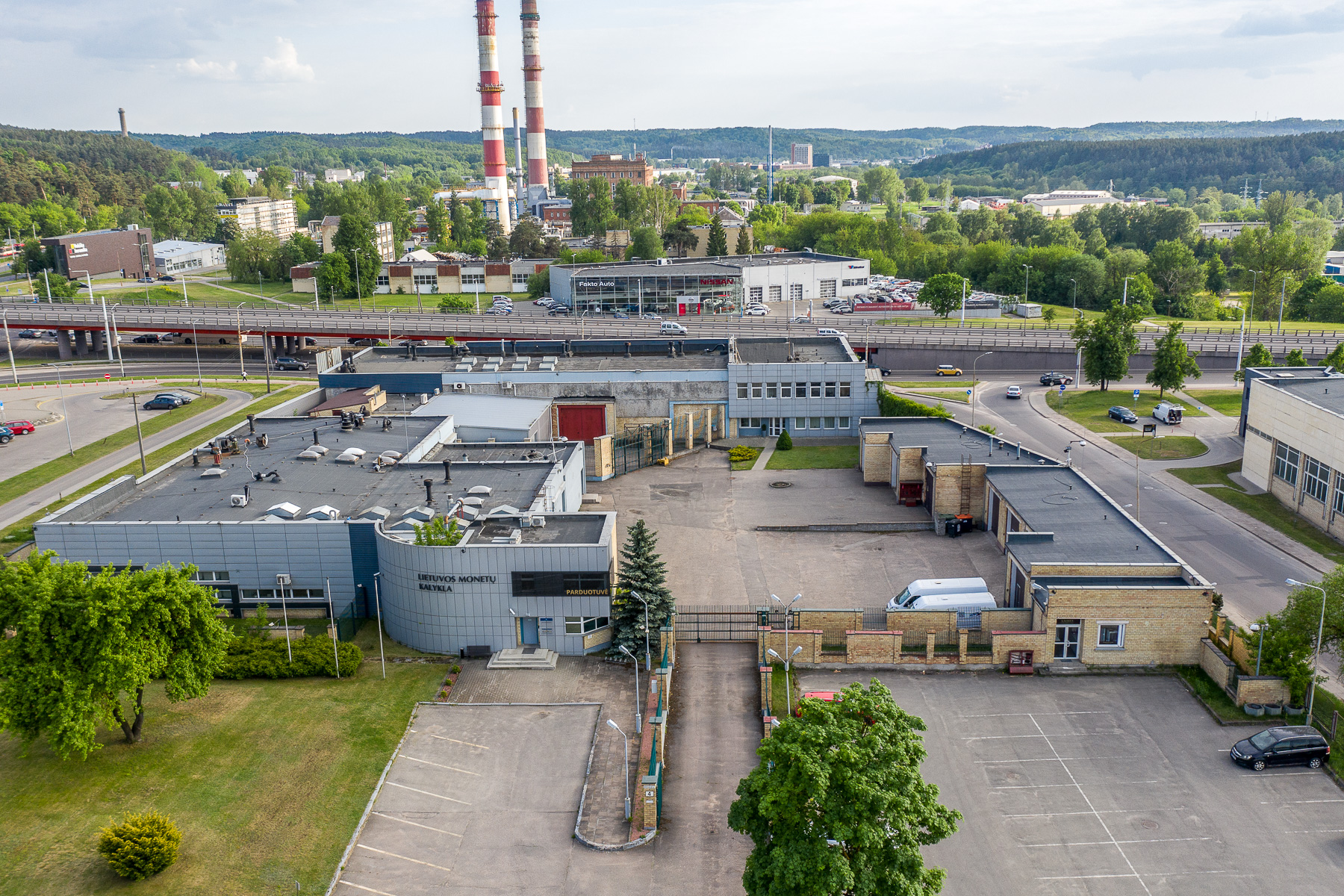
立陶宛鑄幣廠

立陶宛鑄幣廠是立陶宛的一家國有企業，負責生產立陶宛的硬幣，以及獎牌、勳章等製品。立陶宛鑄幣廠由立陶宛中央銀行管理。

## 外部連結
- Official website